# Ilbenstadt
Ilbenstadt ist ein Ortsteil von Niddatal im Wetteraukreis in Hessen.

## Geographie
Ilbenstadt liegt in der Wetterau.

## Geschichte

### Mittelalter und Frühe Neuzeit
Die älteste bekannte schriftliche Erwähnung von Ilbenstadt erfolgte 818 unter dem Namen Eluistat im Lorscher Codex, nach dem das Kloster Lorsch eine Schenkung in Ilbenstadt erhielt.
Im Heiligen Römischen Reich gehörte das Dorf zum Freigericht Kaichen, das im 15. Jahrhundert unter die Herrschaft der Burggrafschaft Friedberg kam. Als Teil des Freigerichts Kaichen fiel Ilbenstadt 1806 an das Großherzogtum Hessen.
In Ilbenstadt galt das Partikularrecht des Freigerichts Kaichen, die Friedberger Polizeiordnung. 1679 wurde sie erneuert und gedruckt. Damit ist sie zum ersten Mal schriftlich fassbar. Sie behandelte überwiegend Verwaltungs-, Polizei- und Ordnungsrecht. Insofern blieb für den weiten Bereich des Zivilrechts das Solmser Landrecht die Hauptrechtsquelle. Das Gemeine Recht galt darüber hinaus, wenn all diese Regelungen für einen Sachverhalt keine Bestimmungen enthielten. Diese Rechtslage blieb auch im 19. Jahrhundert geltendes Recht, nachdem Ilbenstadt an das Großherzogtum Hessen übergegangen war. Erst das Bürgerliche Gesetzbuch vom 1. Januar 1900, das einheitlich im ganzen Deutschen Reich galt, setzte dieses alte Partikularrecht außer Kraft.

### Neuzeit
1613 und 1614 wüteten Großbrände in Ilbenstadt.
Der Räuber Johann Georg Gottschalk, auch der Schwarze Jung oder Veltens Heinrich genannt, stammte aus Ilbenstadt. Der Name seines Vaters sei Johann Goerg und der der Mutter Lies gewesen. Er war ein Mitglied der Wetterauer Bande. Ihm wurden 23 Verbrechen nachgewiesen. Am 14. September 1810 wurde er in Ulrichstein verhaftet. Belastet wurde er u. a. durch den berüchtigten Odenwälder Räuber Hölzerlips.
Am 24. März 1813 wurde er mit Johann Justus Dietz aus Aßlar, Ludwig Funk aus Sellnrod und weiteren Mitgliedern der Wetterauer Bande, Johann Adam Frank, Conrad Anschuh, dem Heidenpeter und Johannes Borgener, zum Tode durch das Schwert verurteilt und in Gießen hingerichtet.
Im September 1966 wurde ein Bunker als Kommandozentrale für den Zivil- und Katastrophenschutz Frankfurts gebaut und am 5. Mai 1970 übergeben. Der Bunker liegt zwischen den Gemeinden Ilbenstadt und Kaichen, etwa 300 m außerhalb von Ilbenstadt. Der Bunker Ilbenstadt sollte für 30 Tage das Überleben ermöglichen.
Hessische Gebietsreform (1970–1977)
Zum 1. Dezember 1970 fusionierten die Stadt Assenheim und die bis dahin selbständigen Gemeinden Bönstadt und Ilbenstadt im Zuge der Gebietsreform in Hessen freiwillig zur neuen Stadt Niddatal und mit ihr kam Bönstadt am 1. August 1972 zum Wetteraukreis. Ortsbezirke nach der Hessischen Gemeindeordnung wurden nicht errichtet.

### Verwaltungsgeschichte im Überblick
Die folgende Liste zeigt die Staaten und Verwaltungseinheiten, denen Ilbenstadt angehört(e):
- vor 1803: Heiliges Römisches Reich, Burggrafschaft Friedberg, Grafschaft Kaichen
- ab 1803: Heiliges Römisches Reich, Fürstentum Leiningen, Herrschaft Ilbenstadt
- ab 1806: Großherzogtum Hessen (Souveränitätslande),[Anm. 2] Burggrafschaft Friedberg, Herrschaft Ilbenstadt (Souveränität beim Großherzog, aber Eigentum des Burggrafen bis zu dessen Ableben)
- ab 1815: Großherzogtum Hessen (Souveränitätslande), Provinz Oberhessen, Herrschaft Ilbenstadt
- ab 1817: Großherzogtum Hessen, Provinz Oberhessen, Amt Großkarben
- ab 1821: Großherzogtum Hessen, Provinz Oberhessen, Landratsbezirk Vilbel[Anm. 3]
- ab 1832: Großherzogtum Hessen, Provinz Oberhessen, Kreis Friedberg
- ab 1848: Großherzogtum Hessen, Regierungsbezirk Friedberg
- ab 1852: Großherzogtum Hessen, Provinz Oberhessen, Kreis Friedberg
- ab 1867: Norddeutscher Bund, Großherzogtum Hessen, Provinz Oberhessen, Kreis Friedberg
- ab 1871: Deutsches Reich, Großherzogtum Hessen, Provinz Oberhessen, Kreis Friedberg
- ab 1918: Deutsches Reich, Volksstaat Hessen, Provinz Oberhessen, Kreis Friedberg
- ab 1938: Deutsches Reich, Volksstaat Hessen, Landkreis Friedberg[12][Anm. 4]
- ab 1945: Deutsches Reich, Amerikanische Besatzungszone,[Anm. 5] Groß-Hessen, Regierungsbezirk Darmstadt, Landkreis Friedberg
- ab 1946: Deutsches Reich, Amerikanische Besatzungszone, Hessen, Regierungsbezirk Darmstadt, Landkreis Friedberg
- ab 1949: Bundesrepublik Deutschland, Hessen, Regierungsbezirk Darmstadt, Landkreis Friedberg
- ab 1971: Bundesrepublik Deutschland, Hessen, Regierungsbezirk Darmstadt, Landkreis Friedberg, Stadt Niddatal
- ab 1972: Bundesrepublik Deutschland, Land Hessen, Regierungsbezirk Darmstadt, Wetteraukreis, Stadt Niddatal

## Bevölkerung

### Einwohnerstruktur 2011
Nach den Erhebungen des Zensus 2011 lebten am Stichtag dem 9. Mai 2011 in Ilbenstadt 2772 Einwohner. Darunter waren 186 (6,7 %) Ausländer.
Nach dem Lebensalter waren 525 Einwohner unter 18 Jahren, 1209 zwischen 18 und 49, 594 zwischen 50 und 64 und 444 Einwohner waren älter. Die Einwohner lebten in 1134 Haushalten. Davon waren 288 Singlehaushalte, 324 Paare ohne Kinder und 417 Paare mit Kindern, sowie 84 Alleinerziehende und 21 Wohngemeinschaften. In 171 Haushalten lebten ausschließlich Senioren und in 804 Haushaltungen lebten keine Senioren.

### Einwohnerentwicklung
| Quelle: Historisches Ortslexikon |                                                                      |
| • 1668:                          | 09 Herdstätten mit 52 Personen                                       |
| • 1770:                          | 18 Haushaltungen                                                     |
| • 1961:                          | 329 evangelische (= 16,75 %), 1608 katholische (= 81,87 %) Einwohner |

| Ilbenstadt: Einwohnerzahlen von 1834 bis 2020 | Ilbenstadt: Einwohnerzahlen von 1834 bis 2020 | Ilbenstadt: Einwohnerzahlen von 1834 bis 2020 | Ilbenstadt: Einwohnerzahlen von 1834 bis 2020 | Ilbenstadt: Einwohnerzahlen von 1834 bis 2020 |
| --- | --------------------------------------------- | --------------------------------------------- | --------------------------------------------- | --------------------------------------------- |
| Jahr |                                               |                                               |                                               | Einwohner                                     |
| 1834 | 1834                                          |                                               | 615                                           | 615                                           |
| 1840 | 1840                                          |                                               | 856                                           | 856                                           |
| 1846 | 1846                                          |                                               | 905                                           | 905                                           |
| 1852 | 1852                                          |                                               | 928                                           | 928                                           |
| 1858 | 1858                                          |                                               | 914                                           | 914                                           |
| 1864 | 1864                                          |                                               | 893                                           | 893                                           |
| 1871 | 1871                                          |                                               | 859                                           | 859                                           |
| 1875 | 1875                                          |                                               | 857                                           | 857                                           |
| 1885 | 1885                                          |                                               | 936                                           | 936                                           |
| 1895 | 1895                                          |                                               | 962                                           | 962                                           |
| 1905 | 1905                                          |                                               | 908                                           | 908                                           |
| 1910 | 1910                                          |                                               | 971                                           | 971                                           |
| 1925 | 1925                                          |                                               | 1.067                                         | 1.067                                         |
| 1939 | 1939                                          |                                               | 1.074                                         | 1.074                                         |
| 1946 | 1946                                          |                                               | 1.674                                         | 1.674                                         |
| 1950 | 1950                                          |                                               | 1.795                                         | 1.795                                         |
| 1956 | 1956                                          |                                               | 1.838                                         | 1.838                                         |
| 1961 | 1961                                          |                                               | 1.964                                         | 1.964                                         |
| 1967 | 1967                                          |                                               | 2.213                                         | 2.213                                         |
| 1970 | 1970                                          |                                               | 2.320                                         | 2.320                                         |
| 1980 | 1980                                          |                                               | ?                                             | ?                                             |
| 1990 | 1990                                          |                                               | ?                                             | ?                                             |
| 2000 | 2000                                          |                                               | ?                                             | ?                                             |
| 2007 | 2007                                          |                                               | 2.679                                         | 2.679                                         |
| 2011 | 2011                                          |                                               | 2.772                                         | 2.772                                         |
| 2016 | 2016                                          |                                               | 2.836                                         | 2.836                                         |
| 2020 | 2020                                          |                                               | 3.070                                         | 3.070                                         |
| Datenquelle: Historisches Gemeindeverzeichnis für Hessen: Die Bevölkerung der Gemeinden 1834 bis 1967. Wiesbaden: Hessisches Statistisches Landesamt, 1968. Weitere Quellen: LAGIS; Stadt Niddatal; Zensus 2011 |                                               |                                               |                                               |                                               |

## Religion
In Ilbenstadt gibt es die katholische Pfarrgemeinde St. Maria, Petrus und Paulus und die evangelische Kirchengemeinde Ilbenstadt.

## Sehenswürdigkeiten und Kultur

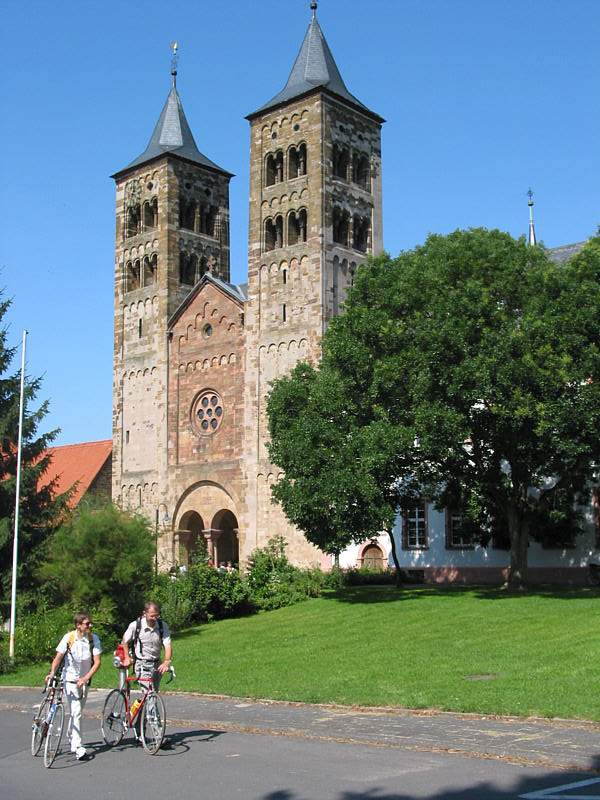
Basilika Ilbenstadt

### Bauwerke
- Das Kloster Ilbenstadt wurde von dem Grafen Gottfried von Cappenberg hier 1123 als ein Männer- und ein Frauenkloster (Ober- und Nieder-Ilbenstadt) gestiftet. Dieses Prämonstratenserkloster ist die älteste geistliche Niederlassung in der Wetterau. Der erste Propst war Antonius, ein Schüler des heiligen Norbert. 1657 wurde das Kloster zur Abtei. Einer Sage zufolge soll es zwischen dem Männer- und dem Frauenkloster einen unterirdischen Gang gegeben haben.
- Das Kloster beherbergte von 1946 bis 1979 ein Erziehungsheim für Mädchen.
- Die alte Ilbenstädter Abtei- und heutige Pfarrkirche St. Maria, Petrus und Paulus wird auch Dom der Wetterau genannt. Sie wurde 1929 von Papst Pius XI. zur Basilica minor erhoben.
- Der im Jahre 1721 erbaute Gottfriedsbogen
- Atomschutz-Bunker Ilbenstadt (zu besichtigen), 300 m außerhalb des Ortes in Richtung Kaichen
- Früher, das heißt zumindest 2004, gab es die Borgward-Sammlung. Dort waren 12 Autos von Borgward und einige Motorräder ausgestellt.[15]

### Vereine
- Betreuungsschule Schatzinsel e. V.
- VfR 1920 Ilbenstadt e. V.
- Freiwilliger Feuerwehrverein
- Tischtennis Club Ilbenstadt 1976 e. V.
- Turnverein „Vorwärts“ 1910 Ilbenstadt e. V.
- Bunker Ilbenstadt e. V.

## Wirtschaft und Infrastruktur

### Verkehr
Im Ort treffen sich die Landesstraße 3351 und die Bundesstraße 45.

### Kindergarten
Katholischer Kindergarten „Sankt Peter und Paul“ Ilbenstadt